# Campeonato Mundial de Ciclismo em Pista de 1950
O Campeonato Mundial UCI de Ciclismo em Pista de 1950 foi realizado na então cidade de Rocourt, atualmente um bairro de Liége, na Bélgica entre os dias 24 e 28 de agosto. Foram disputadas cinco provas masculinas, três de profissionais e duas para amadores.
As provas aconteceram no Stade Vélodrome de Rocourt.

## Sumário de medalhas

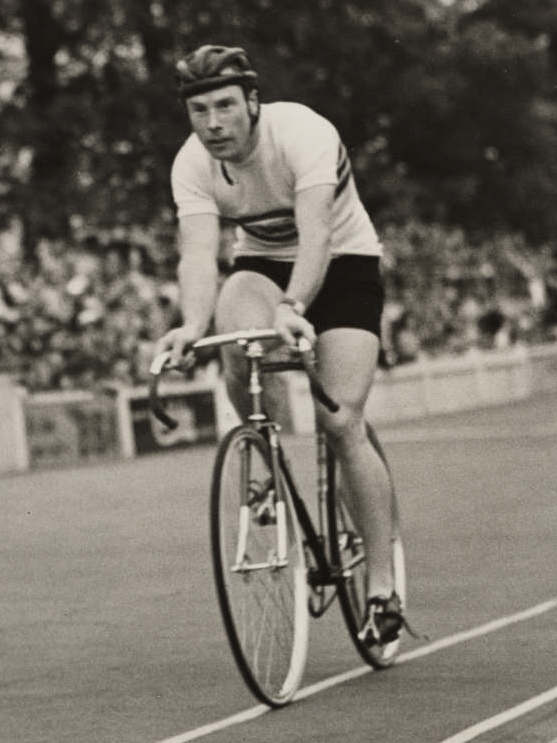
Reg Harris ciclista britânico, vencedor do Campeonato Mundial UCI de Ciclismo em Pista em 1949, 1950, 1951 e 1954.

| Provas profissionais - masculino |                              |                                |                                        |
| Velocidade individual            | Reg Harris · Reino Unido     | Arie van Vliet · Países Baixos | Jan Derksen · Países Baixos            |
| Perseguição individual           | Antonio Bevilacqua · Itália  | Wim van Est · Países Baixos    | Paul Matteoli · França                 |
| Motor-paced                      | Raoul Lesueur · França       | Jan Pronk · Países Baixos      | Georges Sérès junior · França          |
| Provas amadoras - masculino      |                              |                                |                                        |
| Velocidade individual            | Maurice Verdeun · França     | Pierre Even · França           | Johannes Hijzelendoorn · Países Baixos |
| Perseguição individual           | Sydney Patterson · Austrália | Aldo Gandini · Itália          | Guido Messina · Itália                 |

## Quadro de medalhas
| Ordem | País          | Medalha de ouro | Medalha de prata | Medalha de bronze | Total |
| ----- | ------------- | --------------- | ---------------- | ----------------- | ----- |
| 1     | França        | 2               | 1                | 2                 | 5     |
| 2     | Itália        | 1               | 1                | 1                 | 3     |
| 3     | Austrália     | 1               | 0                | 0                 | 1     |
| -     | Reino Unido   | 1               | 0                | 0                 | 1     |
| 5     | Países Baixos | 0               | 3                | 2                 | 5     |